# 灸医
灸医（きゅうい）は、明治時代初期まで灸を使って治療行為を行う職業およびその職業に従事していた人の名称。現在はきゅう師または鍼灸師と呼ばれる。
本来は、治療に使う艾を制作する人のことを「灸師（きゅうし）」といい、治療をする人は灸医であった。しかし明治政府の厚生政策で西洋医学を学んだ医師優先の中、灸治療は否定され、また医師法で、医師以外の者が広告・看板等で医の文字を使う事を禁じたため、現在では死語になっている。